# Ортогональная матрица
Ортогона́льная ма́трица — квадратная матрица {\displaystyle A} с вещественными элементами, результат умножения которой на транспонированную матрицу {\displaystyle A^{T}} равен единичной матрице:
{\displaystyle AA^{T}=A^{T}A=E,}
или, что эквивалентно, её обратная матрица (которая обязательно существует) равна транспонированной матрице:
{\displaystyle A^{-1}=A^{T}.}
Комплексным аналогом ортогональной матрицы является унитарная матрица.
Ортогональная матрица с определителем {\displaystyle +1} называется специальной ортогональной.

## Свойства
- Ортогональная матрица является унитарной ({\displaystyle Q^{-1}=Q^{*}}) и, следовательно, нормальной ({\displaystyle Q^{*}Q=QQ^{*}}).
- Столбцы и строки ортогональной матрицы образуют системы ортонормированных векторов, то есть:

{\displaystyle \sum _{i}A_{ij}A_{ik}=\delta _{jk}}
и
{\displaystyle \sum _{i}A_{ji}A_{ki}=\delta _{jk}}
где {\displaystyle i\in \{1,\;\ldots ,\;n\}}, {\displaystyle n} — порядок матрицы, а {\displaystyle \delta _{jk}} — символ Кронекера.
Другими словами, скалярное произведение строки на саму себя равно 1, а на любую другую строку — 0. Это же справедливо и для столбцов.
- Определитель ортогональной матрицы равен {\displaystyle \pm 1}, что следует из свойств определителей:
{\displaystyle 1=\det(E)=\det(A^{T}A)=\det(A^{T})\det(A)=\det(A)\det(A)=\det(A)^{2}=1.}

Обратное неверно; матрица с определителем {\displaystyle \pm 1} может быть неортогональной. Так, матрица {\textstyle {\begin{pmatrix}3&0\\0&1/3\\\end{pmatrix}}} неортогональна, хотя её определитель равен 1.
- Множество ортогональных матриц порядка {\displaystyle n} над полем {\displaystyle k} образует группу по умножению, так называемую ортогональную группу, которая обозначается {\displaystyle O_{n}(k)} или {\displaystyle O(n,\;k)} (если {\displaystyle k} опускается, то предполагается {\displaystyle k=\mathbb {R} }).
- Линейный оператор, заданный ортогональной матрицей, переводит ортонормированный базис линейного пространства в ортонормированный.
- Матрица вращения является специальной ортогональной. Матрица отражения является ортогональной.
- Любая ортогональная матрица подобна блочно-диагональной матрице с блоками вида

{\displaystyle (\pm 1)} и {\displaystyle {\begin{pmatrix}\ \ \ \cos \varphi &\sin \varphi \\-\sin \varphi &\cos \varphi \end{pmatrix}}.}

## Примеры
- {\displaystyle {\begin{pmatrix}1&0\\0&1\\\end{pmatrix}}} — единичная матрица.

- {\displaystyle {\begin{pmatrix}1&0\\0&-1\\\end{pmatrix}}} — матрица, отражающая плоскость относительно оси Х.

- {\displaystyle {\begin{pmatrix}\cos \theta &-\sin \theta \\\sin \theta &\cos \theta \\\end{pmatrix}}}  — матрица поворота плоскости на угол θ.

- {\displaystyle {\begin{pmatrix}0{,}96&-0{,}28\\0{,}28&\;\;\,0{,}96\\\end{pmatrix}}} — пример матрицы поворота.

- {\displaystyle {\begin{pmatrix}0&0&0&1\\0&0&1&0\\1&0&0&0\\0&1&0&0\end{pmatrix}}} — пример перестановочной матрицы.

- {\displaystyle {\begin{pmatrix}\cos \alpha \cos \gamma -\sin \alpha \sin \beta \sin \gamma &-\sin \alpha \cos \beta &-\cos \alpha \sin \gamma -\sin \alpha \sin \beta \cos \gamma \\\cos \alpha \sin \beta \sin \gamma +\sin \alpha \cos \gamma &\cos \alpha \cos \beta &\cos \alpha \sin \beta \cos \gamma -\sin \alpha \sin \gamma \\\cos \beta \sin \gamma &-\sin \beta &\cos \beta \cos \gamma \end{pmatrix}}} — матрица поворота, выраженная через углы Эйлера.